# Dialektgruppe
Dialektgruppe ist eine zusammenfassende Bezeichnung für miteinander verwandte Dialekte. Sie werden meist in einem ziemlich eng zusammenhängenden regionalen Bereich gesprochen. Sprachwissenschaftlich steht die Dialektgruppe zwischen den umfassenderen Begriffen „Sprache“ und „Dialektcluster“ einerseits sowie dem spezielleren Terminus „Dialekt“ andererseits.

## Voraussetzungen
Damit zwei oder mehrere Dialekte zu einer Dialektgruppe zusammengefasst werden können, bedarf es objektiver und subjektiver Voraussetzungen. Im objektiven Sinn müssen die Dialekte linguistisch miteinander verwandt sein; im subjektiven Sinn ist eine weitgehende gegenseitige Verständlichkeit erforderlich, das heißt, die Dialekte müssen von den Sprechern selbst als Varietäten einer „gemeinsamen Sprache“ verstanden werden.
Als Beispiel mögen die westpfälzische und die vorderpfälzische Dialektgruppe dienen, welche die beiden großen Gruppen des Pfälzischen darstellen. Wenngleich die in ihnen jeweils zusammengefassten Dialekte sich für Mundartsprecher mehr oder weniger deutlich unterscheiden, werden sie trotzdem gegenseitig ohne Probleme verstanden. Dagegen bestehen zwischen westpfälzischen und vorderpfälzischen Dialekten teilweise gravierende Unterschiede. Sie betreffen nicht nur die Aussprache, sondern kommen auch in grammatikalischen Besonderheiten und in der Wortwahl zum Tragen und werden deshalb mitunter sogar von der Mundart Unkundigen herausgehört. Näheres dazu enthält der Artikel Pfälzische Dialekte.